# 菲利普·久里契奇
菲利普·久里契奇（1992年1月30日—）是一位塞爾維亞足球運動員，在場上的位置是中場。現效力於希臘足球超級聯賽球队帕纳辛奈科斯。他也代表塞爾維亞國家足球隊參加比賽。

## 外部連結
- 菲利普·久里契奇於ForaDeJogo的個人資料
- 足球数据库：菲利普·久里契奇的球员统计数据
- 菲利普·久里契奇－UEFA國際賽競賽紀錄